# Spiderman/Spiderpower
 Spiderman/Spiderpower è un singolo di Sorrisi, pseudonimo del cantante israelo-statunitense Shuki Levy, pubblicato nel 1981.

## Descrizione
Spiderman è la sigla italiana della serie animata del 1981 L'Uomo Ragno e dell'omonima serie del 1967, in entrambi i casi usata solo per la trasmissione sulle televisioni locali. Fu composta da Levy con Haim Saban e scritta da Alberto Testa. Il titolo della sigla riportato sull'etichetta del 45 giri originale è proprio "Spiderman" e non "Spider-Man". Sul lato b è incisa Spiderpower, brano ispirato alla serie, scritto dagli stessi autori. Entrambi i brani sono stati inseriti nella compilation Speciale ragazzi N.2 e in altre raccolte.

## Tracce
Lato A
1. Spiderman – 2:38 (testo: Alberto Testa – musica: Shuki Levy, Haim Saban)

Lato B
1. Spiderpower – 3:07 (testo: Alberto Testa – musica: Shuki Levy, Haim Saban)